# Gonyleptoidea
Super-famille
Les Gonyleptoidea sont une super-famille d'opilions laniatores.
Elle comprend plus de 2 000 espèces, c'est la super-famille la plus diversifiée des Grassatores.
Elle est caractérisée par un système reproducteur masculin simplifié.
Les Gonyleptoidea sont le seul groupe d'opilions à faire preuve de soins maternels envers leurs progéniture.

## Distribution
Les espèces de cette super-famille se rencontrent en écozone néotropicale.

## Liste des familles
Selon World Catalogue of Opiliones (14/10/2024) :
- Agoristenidae Šilhavý, 1973
- Ampycidae Kury, 2003
- Askawachidae Kury & Carvalho, 2020
- Cosmetidae Koch, 1839
- Cranaidae Roewer, 1913
- Cryptogeobiidae Kury, 2014
- Gerdesiidae Bragagnolo, Hara & Pinto-da-Rocha, 2015
- Gonyleptidae Sundevall, 1833
- Manaosbiidae Roewer, 1943
- Metasarcidae Kury, 1994
- Nomoclastidae Roewer, 1943
- Otilioleptidae Acosta, 2019
- Prostygnidae Roewer, 1913
- Stygnidae Simon, 1879
- Stygnopsidae Sørensen, 1932
- famille indéterminée 
  - Chiriboga Roewer, 1959
  - Osornogyndes Maury, 1993
  - Palcabius Roewer, 1956
  - Ramonus Roewer, 1956

## Publication originale
- Sundevall, 1833 : Conspectus Arachnidum. C.F. Berling, Londini Gothorum, p. 1-39.